# Khutba
Khutba kallas den predikan som hålls vid fredagsbönen och vid Eidbönerna i en moské.